# Gebenna
Gebenna är ett släkte av insekter. Gebenna ingår i familjen lyktstritar.
Kladogram enligt Catalogue of Life:
| Gebenna | \| \| Gebenna multipunctata \| \| \| \| \| \| Gebenna sylvia \| \| \| \| |
|         | \| \| Gebenna multipunctata \| \| \| \| \| \| Gebenna sylvia \| \| \| \| |
|         | Gebenna multipunctata                                                    |
|         |                                                                          |
|         | Gebenna sylvia                                                           |
|         |                                                                          |